# Zygodon hookeri
Zygodon hookeri là một loài Rêu trong họ Orthotrichaceae. Loài này được Hampe miêu tả khoa học đầu tiên năm 1869.